# Poigny-la-Forêt
Poigny-la-Forêt é uma comuna francesa na região administrativa da Île-de-France, no departamento de Yvelines. A comuna possui 825 habitantes segundo o censo de 1990.